# اکما اینترنشنال
اکما اینترنشنال (به انگلیسی: Ecma International، ‎/ˈɛkmə/‎) یک سازمان استانداردسازی غیرانتفاعی برای سیستم‌های اطلاعات و ارتباطات‌ است.
نام فعلی این سازمان در سال ۱۹۹۴ از نام  «انجمن تولیدکنندگان رایانه اروپا (ECMA)» به شکل کنونی تغییر یافت تا منعکس‌کننده گستردگی و فعالیت‌های جهانی این سازمان باشد؛ در نتیجه، نام فعلی دیگر به عنوان سرواژه در نظر گرفته نمی‌شود و دیگر از حروف بزرگ استفاده‌نمی‌کند.
این سازمان در سال ۱۹۶۱ برای استانداردسازی سیستم‌های کامپیوتری در اروپا تاسیس شد. عضویت در این سازمان برای شرکت‌های بزرگ و کوچک در سرتاسر جهان آزاد است که سیستم‌های کامپیوتری یا ارتباطی را تولید، بازاریابی یا توسعه می‌دهند و در زمینه‌هایی که توسط بدنه‌های فنی گروه مورد بررسی قرار می‌گیرد، علاقه و تجربه دارند. این سازمان در شهر ژنو مستقراست.

## اهداف
اهداف اکما شامل توسعه استانداردها و گزارش های فنی برای تسهیل و استانداردسازی استفاده از فناوری ارتباطات اطلاعات و لوازم الکترونیکی مصرفی می‌شود. تشویق به استفاده صحیح از استانداردها با تأثیرگذاری بر محیطی که در آن اعمال می‌شود. این سازمان این استانداردها و گزارش ها را به صورت الکترونیکی و چاپی منتشر می‌کند.
انتشارات اکما، از جمله استانداردها، می‌توانند آزادانه توسط همه علاقه‌مندان بدون محدودیت حق چاپ، کپی شوند. تدوین استانداردها و گزارش های فنی با همکاری سازمان‌های ملی، اروپایی و بین المللی مناسب انجام می‌شود.
برخلاف نهادهای استاندارد ملی، اکما اینترنشنال سازمانی مبتنی بر عضویت است. این سازمان به رویکرد «شبه کسب‌وکار» که  نتیجه‌‌ دهنده استانداردها است، افتخار می‌کند که ادعا می‌شود به لطف یک فرآیند دیوان‌سالاری کمتر متمرکز بر دستیابی به نتایج به روش اجماع، منجر به استانداردهای بهتر در زمان کمتری خواهد شد.
اکما به طور فعال به استانداردسازی جهانی در فناوری اطلاعات و ارتباطات راه دور کمک کرده است. بیش از ۴۰۰ استاندارد اکما و ۱۰۰ گزارش فنی از این سازمان منتشر شده است؛ همچنین بیش از دو سوم به عنوان استانداردهای بین المللی و/یا گزارش های فنی پذیرفته شده‌است.
لیست اعضای اکما اینترنشنال در وبگاه آن درج شده‌است. اعضای آن شامل شرکت های فناوری اطلاعات، انجمن های تجاری فناوری اطلاعات، دانشگاه ها، بنیادها و مؤسسات عمومی است.

## استانداردها
اکما اینترنشنال مسئول چندین استاندارد است، از جمله:
- اکما-۶ – مجموعه کاراکترهای کد شده 7 بیتی (بر پایه استاندارد اسکی)، همچنین  با نام ISO/IEC 646 عنوان شده‌است.[۶]
- اکما-۳۵ – ساختار کد کاراکتر و تکنیک های گسترش، همچنین به عنوان ISO/IEC 2022 عنوان شده است.[۷]
- اکما-۴۸ – توابع کنترل برای مجموعه کاراکترهای کدگذاری شده، همچنین به عنوان ISO/IEC 6429 عنوان شده است.[۸]
- اکما-۱۰۷ – FAT12/FAT16 فایل سیستم
- اکما-۱۱۹ – حجم و ساختار فایل (متعاقبا شناخته شده با نام ISO 9660)[۹]
- اکما-۱۳۰ – سی‌دی-رام فرمت «yellow book»
- اکما-۲۶۲ – مشخصات اکمااسکریپت (بر پایه جاوااسکریپت)[۱۰]
- اکما-۳۳۴ – مشخصات زبان سی شارپ [۱۱]
- اکما-۳۳۵ – سی‌ال‌آی (واسط خط فرمان)[۱۲]
- اکما-۳۴۱ – ارزیابی طراحی محیطی برای محصولات الکترونیکی[۱۳]
- اکما-۳۶۳ – سه‌بعدی جهانی[۱۴]
- اکما-۳۶۷ – ایفل: تحلیل، طراحی و زبان برنامه‌نویسی (زبان برنامه نویسی ایفل را ببینید)[۱۵]
- اکما-۳۷۲ – مشخصات زبان سی‌پلاس‌پلاس/سی‌ال‌آی[۱۶]
- اکما-۳۷۶ – Office Open XML (بعدا شناخته شده با نام ISO/IEC 29500)
- اکما-۳۷۷ – دیسک همه‌کاره هولوگرافی (HVD)[۱۷]
- اکما-۳۷۸ – مموری فقط خواندنی دیسک همه‌کاره هولوگرافی (HVD-ROM) [۱۸]
- اکما-۳۸۸ – OpenXPS[۱۹]
- اکما-۴۰۲ – مشخصات ای‌پی‌آی بین المللی اکما اسکریپت[۲۰]
- اکما-۴۰۴ – جی‌سان[۲۱]
- اکما-۴۰۸ – مشخصات زبان برنامه‌نویسی دارت[۲۲]

### زبان برنامه‌نویسی جاوا
اگرچه سان مایکروسیستمز زبان برنامه‌نویسی جاوا خود را به اکما ارسال کرد، اما این شرکت متعاقباً این ارسال را پس گرفت؛ بنابراین اکما مسئول استانداردسازی جاوا نیست.

### فرمت های Office Open XML
اکما در استانداردسازی فرمت XML Open Office بر اساس فرمت های اسناد اداری اکس‌ام‌ال توسط شرکت مایکروسافت دارد. فرآیند نگهداری Office Open XML توسط کمیته فنی ۴۵ (TC45) انجام می‌پذیرد.

## کمیته ها
استانداردهای اکما از طریق کمیته‌های فنی مختلفی مانند موارد زیر اداره می‌شوند:
- TC39 – مسئول اکما اسکریپت است.[۲۵]
- TC45 – مسئول Office Open XML است.[۲۶]
- TC53 – مسئول ماژول های اکما اسکریپت برای سیستم‌های جاسازی شده‌است. [۲۷]